# Сосновий (Сватівський район)
Сосновий — селище в Україні, у Сватівській міській громаді Сватівського району Луганської області. 
Населення становить 407 осіб. Орган місцевого самоврядування — Сватівська міська рада.

## Природа
Поблизу селища розташований загальнозоологічний заказник місцевого значення «Терни», а також «Сватівський парк».